# Natuurijsbaan Oud Thialf
Natuurijsbaan Oud Thialf – nieistniejący już tor łyżwiarski w Heerenveen, w Holandii. Funkcjonował w latach 1894–1967. Należał do miejscowego towarzystwa łyżwiarskiego „Thialf”.

## Historia
15 lutego 1855 roku w Heerenveen powołano do życia towarzystwo łyżwiarskie „Thialf”. Inspiracją dla nazwy towarzystwa był Thialfi, postać z mitologii nordyckiej, pomocnik Thora. Był to trzeci klub łyżwiarski w kraju (wówczas podobne stowarzyszenia istniały jeszcze w Harlingen i Leeuwarden). Do 1882 roku towarzystwo organizowało zawody łyżwiarskie w okolicy zwanej „Engwirdum”. Następnie klub wydzierżawił teren przy Rijsstraatweg. Tor ten znany był jako „hoefijzerbaan Thialf Pikmeer”. W 1890 roku towarzystwo po raz pierwszy zorganizowało zawody międzynarodowe.
W 1894 roku za kwotę 1100 guldenów klub kupił 6,5 ha terenu pod nowy tor łyżwiarski w okolicy znanej jako „Munnikspetten” bądź „Tjalleberter Petten”. Pierwsze zawody przeprowadzono na nim 7 lutego 1895 roku. Obiekt służył jako tor łyżwiarski tylko w okresie zimowym, kiedy wylana na nim woda zamarzała. Latem teren również był wykorzystywany, organizowano na nim różne wydarzenia, m.in. wyścigi konne.
Na przełomie lipca i sierpnia 1910 roku na torze zorganizowano festyn lotniczy, w trakcie którego pokazowy lot wykonać miał Clément van Maasdijk. Pierwszy lot próbny odbył się 30 lipca, dzień po tym jak inny holenderski pionier lotnictwa, Johan Hilgers, wykonał lot w okolicach Ede, który był pierwszym w dziejach lotem na holenderskiej ziemi; van Maasdijk został więc drugą osobą w historii, która latała nad Holandią. Krótkie ujęcia filmowe, które zachowały się z tego wydarzenia, są jednocześnie pierwszymi materiałami wideo przedstawiającymi ten tor (pierwsze zawody łyżwiarskie na tym obiekcie sfilmowano natomiast w 1917 roku). Clément van Maasdijk zmarł niecały miesiąc później w wypadku podczas podobnego festynu zorganizowanego w okolicach Arnhem, stając się jednocześnie pierwszą ofiarą katastrofy lotniczej w kraju. 27 lipca 1911 roku w pobliżu toru łyżwiarskiego odsłonięto obelisk poświęcony pamięci lotnika (znajduje się on przy obecnym skrzyżowaniu Thialfweg, Zonnebloemstraat i Van Maasdijkstraat – ostatnia z tych ulic nazwana jest zresztą na cześć van Maasdijka, natomiast Thialfweg nawiązuje swą nazwą do dawnego toru który się tu znajdował i działającego na nim towarzystwa łyżwiarskiego).
W 1925 roku tor został nieco skrócony, po tym jak południowy fragment terenu oddano gminie Aengwirden, w granicach której wtedy znajdował się obiekt. Wybudowano tam wówczas budynek szkoły.
Na torze trzykrotnie organizowane były mistrzostwa Holandii w łyżwiarstwie szybkim (w latach 1933, 1946 i 1955). Wielokrotnie organizowano na nim także mistrzostwa Fryzjii. Dwukrotnie na torze ustanawiany był rekord Holandii: 28 stycznia 1933 roku Dolf van der Scheer z czasem 47,0 s pobił narodowy rekord w biegu na 500 m, a w dniach 26–27 lutego 1955 roku Gerard Maarse ustanowił nowy rekord kraju w wieloboju z wynikiem punktowym 205,897.
W 1961 roku w Amsterdamie (Jaap Edenbaan) i w 1962 roku w Deventer (IJsselstadion) powstały pierwsze w kraju tory łyżwiarskie ze sztucznie mrożonym lodem. Również we Fryzji, która była kolebką krajowego łyżwiarstwa, postanowiono utworzyć taki tor. Plan zrealizowano w Heerenveen, gdzie dzięki sprzedaży terenu na którym znajdował się stary tor klubu „Thialf”, udało się pozyskać środki na budowę nowego obiektu. Powstał on w zupełnie innej lokalizacji, w południowej części miasta. Budowa trwała w latach 1966–1967, a jego otwarcie miało miejsce 14 października 1967 roku. Obok 400-metrowego toru powstało także kryte lodowisko dla hokeistów. Po zadaszeniu obiektu (znanego jako „Thialf”) w 1986 roku, stał się on jednym z najnowocześniejszych, najszybszych i najbardziej rozpoznawalnych torów łyżwiarskich na świecie.
Po otwarciu nowego toru zaprzestano dalszego korzystania ze starego obiektu. Przez pewien czas teren ten wykorzystywany był dla celów rolniczych. W latach 70. XX wieku zarząd nad terenem przejęła gmina. Zimą organizowane było otwarte lodowisko. Ostatecznie południową część dawnego toru przeznaczono pod budownictwo; powstały tutaj budynki mieszkalne oraz nowa szkoła. Północną część terenu postanowiono pozostawić jako obszar przyrodniczy. Obecnie znajduje się na nim wiele rzadko występujących w kraju gatunków roślin, udało się tam również utworzyć największe w Holandii skupisko goryczki wąskolistnej. Dzięki inicjatywie okolicznych mieszkańców, na początku 2021 roku powrócono do zimowego organizowania na tym terenie lodowiska. 29 czerwca 2021 roku na północno-zachodnim skraju dawnego toru odsłonięto natomiast tablicę informacyjną, przypominającą o istnieniu w przeszłości w tym miejscu toru łyżwiarskiego i informującą o walorach przyrodniczych terenu.